# Lucien Hubbard
Lucien Hubbard (n. 22 decembrie 1888 - d. 31 decembrie 1971) a fost un scenarist, regizor și producător american de film. Este cunoscut pentru producția filmului Wings, pentru care a primit primul premiu Oscar pentru cel mai bun film. Lucien a produs și / sau a scris nouăzeci și două de filme pe parcursul carierei sale. A locuit în aceeași casă în Beverly Hills până în ziua în care a murit; a fost un pasionat jucător de polo și putea fi găsit frecvent în grajdurile situate, în acele zile, în spatele proprietății sale de pe Hillcrest Road, în casa lui Will Rogers în Palisades; ocazional călărea pe calul său până la Paramount Studios, unde a devenit președinte la scurt timp după ce filmul cu care a câștigat premiul Oscar a fost lansat. Acest film l-a ajutat pe regizorul William A. Wellman să devină mare regizor de film al studiourilor. 
Înainte de a veni la Los Angeles, a fost redactor de noapte al The New York Times. Pe lângă munca sa a scris cinci scenarii și s-a hotărât într-o zi să plece la Hollywood pentru a vedea dacă ar putea vinde pe oricare dintre ele; a vândut trei și și-a lansat cariera la Hollywood în 1923. Un film pe care-l iubea era intitulat The Vanishing American și a fost primul film care a portretizat nativul indian într-o lumină favorabilă; a primit un premiu din partea populației cherokee pentru acest film. A descoperit și pregătit multe talente pe parcursul carierei sale, fiind cunoscut ca un om foarte generos, un descoperitor pentru scenariști buni. A avut două fiice, Betty și Janet și un frate, Harlan Hubbard, care a devenit un renumit artist și scriitor, adept al unei vieți simple.

## Filmografie parțială
| An   | Titlu                         | Regizor | Scenarist | Producător |
| ---- | ----------------------------- | ------- | --------- | ---------- |
| 1919 | Terror of the Range           |         | Da        |            |
| 1919 | The Climbers                  |         | Da        |            |
| 1920 | The Sporting Duchess          |         | Da        |            |
| 1920 | Outside the Law               |         | Da        |            |
| 1920 | The Fox                       |         | Da        |            |
| 1921 | The Blazing Trail             |         |           |            |
| 1922 | The Trap                      |         | Da        |            |
| 1925 | The Thundering Herd           |         | Da        |            |
| 1927 | Wings                         |         |           | Da         |
| 1928 | Rose-Marie                    | Da      |           |            |
| 1929 | Insula misterioasă            | Da      | Da        |            |
| 1930 | Paid                          |         | Da        |            |
| 1930 | Isle of Escape                |         | Da        |            |
| 1931 | Șoimul maltez                 |         | Da        |            |
| 1931 | Smart Money                   |         | Da        |            |
| 1931 | The Squaw Man                 |         | Da        |            |
| 1931 | The Star Witness              |         | Da        |            |
| 1931 | Stranger in Town              |         |           | Da         |
| 1932 | Three on a Match              |         | Da        |            |
| 1932 | A Successful Calamity         |         |           | Da         |
| 1932 | So Big                        |         |           | Da         |
| 1932 | The Mouthpiece                |         |           | Da         |
| 1932 | Weekend Marriage              |         |           | Da         |
| 1932 | Storm at Daybreak             |         |           | Da         |
| 1933 | The Women in His Life         |         |           | Da         |
| 1933 | Operator 13                   |         |           | Da         |
| 1933 | Made on Broadway              |         |           | Da         |
| 1933 | Fugitive Lovers               |         |           | Da         |
| 1933 | The Stranger's Return         |         |           | Da         |
| 1933 | Beauty for Sale               |         |           | Da         |
| 1933 | Employees' Entrance           |         |           | Da         |
| 1933 | The Working Man               |         |           | Da         |
| 1933 | Midnight Mary                 |         |           | Da         |
| 1933 | Ex-Lady                       |         |           | Da         |
| 1933 | The King's Vacation           |         |           | Da         |
| 1934 | Lazy River                    |         | Da        | Da         |
| 1934 | Murder in the Private Car     |         |           | Da         |
| 1934 | The Show-Off                  |         |           | Da         |
| 1934 | Paris Interlude               |         |           | Da         |
| 1934 | Society Doctor                |         |           | Da         |
| 1934 | Death on the Diamond          |         |           | Da         |
| 1934 | Straight Is the Way           |         |           | Da         |
| 1934 | You Can't Buy Everything      |         |           | Da         |
| 1935 | Exclusive Story               |         |           | Da         |
| 1935 | Times Square Lady             |         |           | Da         |
| 1935 | Pursuit                       |         |           | Da         |
| 1935 | Calm Yourself                 |         |           | Da         |
| 1935 | Public Hero No. 1             |         |           | Da         |
| 1935 | The Casino Murder Case        |         |           | Da         |
| 1935 | Shadow of Doubt               |         |           | Da         |
| 1935 | Sworn Enemy                   |         |           | Da         |
| 1935 | Murder in the Fleet           |         |           | Da         |
| 1935 | Here Comes the Band           |         |           | Da         |
| 1935 | Kind Lady                     |         |           | Da         |
| 1936 | The Longest Night             |         |           | Da         |
| 1936 | Moonlight Murder              |         |           | Da         |
| 1936 | Speed                         |         |           | Da         |
| 1936 | All American Chump            |         |           | Da         |
| 1936 | Sinner Take All               |         |           | Da         |
| 1936 | Under Cover of Night          |         |           | Da         |
| 1936 | Women Are Trouble             |         |           | Da         |
| 1936 | The Garden Murder Case        |         |           | Da         |
| 1937 | A Family Affair               |         |           | Da         |
| 1937 | Man of the People             |         |           | Da         |
| 1937 | Song of the City              |         |           | Da         |
| 1939 | Nick Carter, Master Detective |         |           | Da         |
| 1939 | 6.000 Enemies                 |         |           | Da         |
| 1939 | The Man Who Dared             |         |           | Da         |
| 1943 | Gung Ho!                      |         |           | Da         |